# نیوبات پتاسیوم
نیوبات پتاسیم (KNbO3) یک ترکیب غیر آلی با فرمول KNbO3 است. یک جامد بی رنگ است و به عنوان یک ماده فروالکتریک پروسکایتی طبقه بندی می شود. دارای ویژگی های نوری غیرخطی است و جزئی از برخی لیزرها است.  از نانوسیم های نیوبات پتاسیم برای تولید نور منسجم قابل تنظیم استفاده شده است. LD50 برای پتاسیم نیوبات mg/kg (oral , rat) 3000 است.

## ساختار بلوری
با خنک سازی از دمای بالا ، KNbO3 تحت یک سری انتقال فاز ساختاری قرار می گیرد. در دمای 435 درجه سانتی گراد ، تقارن کریستال از سانتروسیمتری مکعبی (Pm3m) به تتراگونال غیر سانتروسیمری  (P4mm) تغییر می کند. با خنک سازی بیشتر ، در دمای 225 درجه سانتی گراد تقارن کریستال از تتراگونال (P4mm) به ارتورومبیک (Amm2) و در 50- درجه سانتی گراد  از ارتورومبیک (Amm2) به رومبوهدرال (R3m) تغییر می یابد.

## کاربرد
نیوبات پتاسیم در بسیاری از زمینه های مختلف تحقیقاتی علم مواد ، مفید شناخته شده است  ، از جمله خواص لیزر ،  انتقال از راه دور کوانتومی ،  و از آن برای بررسی خواص نوری مواد کامپوزیت ذرات استفاده شده است.
علاوه بر تحقیقات در زمینه ذخیره سازی حافظه الکترونیکی ، پتاسیم نیوبات در دو برابر شدن رزونانت استفاده می شود ، روشی که در مرکز تحقیقات IBM Almaden توسعه یافته است. این روش به لیزرهای کوچک مادون قرمز اجازه می دهد تا نور خروجی را به زنگ آبی تبدیل کنند ، فناوری مهمی برای تولید لیزرهای آبی و فناوری وابسته به آنها.